# Onobops jacksoni
Onobops jacksoni är en snäckart som först beskrevs av Bartsch 1953.  Onobops jacksoni ingår i släktet Onobops och familjen tusensnäckor. Inga underarter finns listade i Catalogue of Life.